# Bistum Roskilde (katholisch)

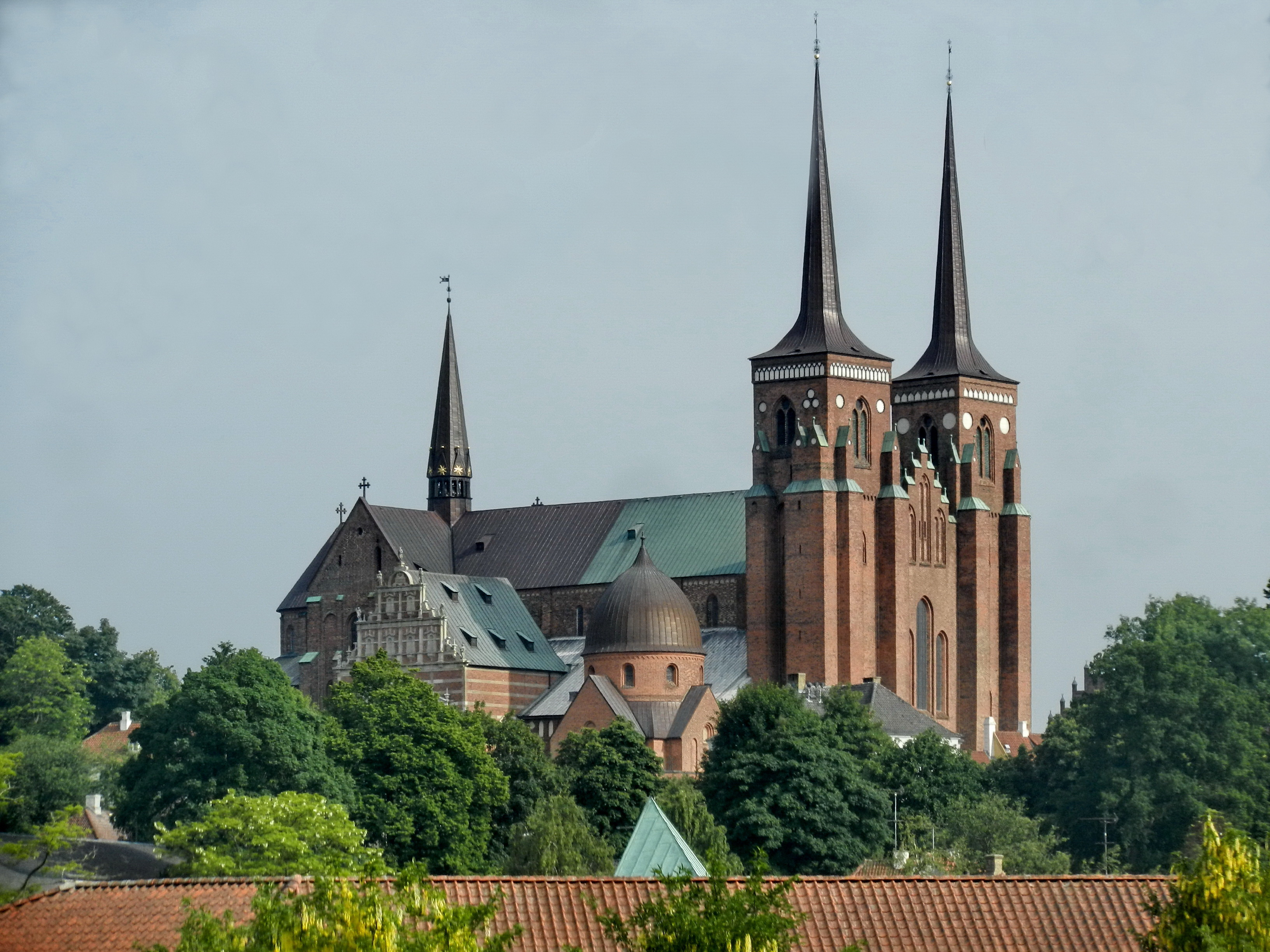
Dom zu Roskilde

Das Bistum Roskilde (Roschildia) war ein vom Ende des 10. bis zum Beginn des 16. Jahrhunderts bestehendes Bistum der abendländischen katholischen Kirche. An seiner Stelle entstand 1537 das lutherische Bistum Seeland, dessen unmittelbarer Rechtsnachfolger das Bistum Kopenhagen ist. 1922 wurde ein neues (lutherisches) Bistum Roskilde gebildet.

## Geschichte

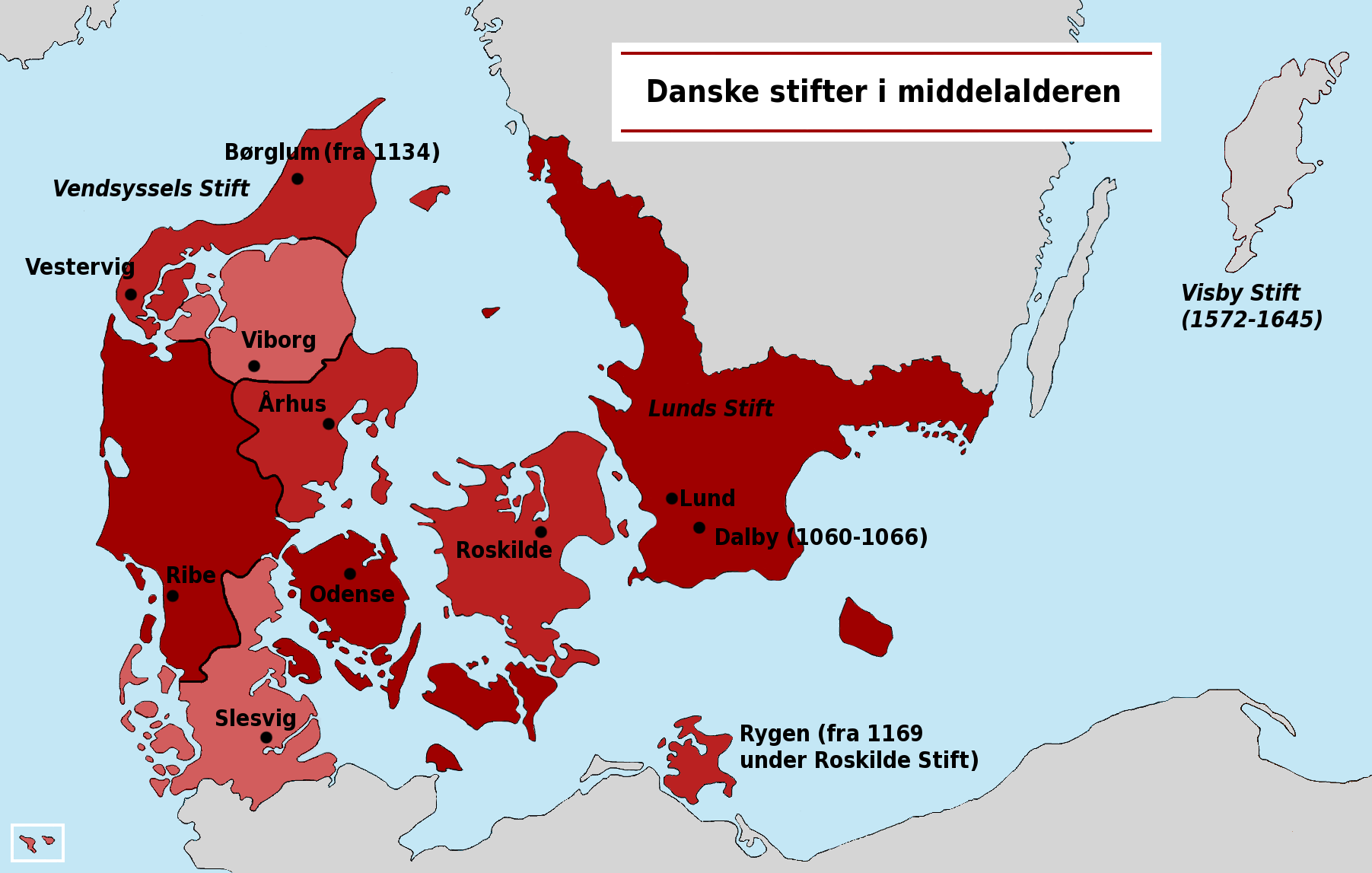
Dänemarks bischöfliche Stifter im Mittelalter

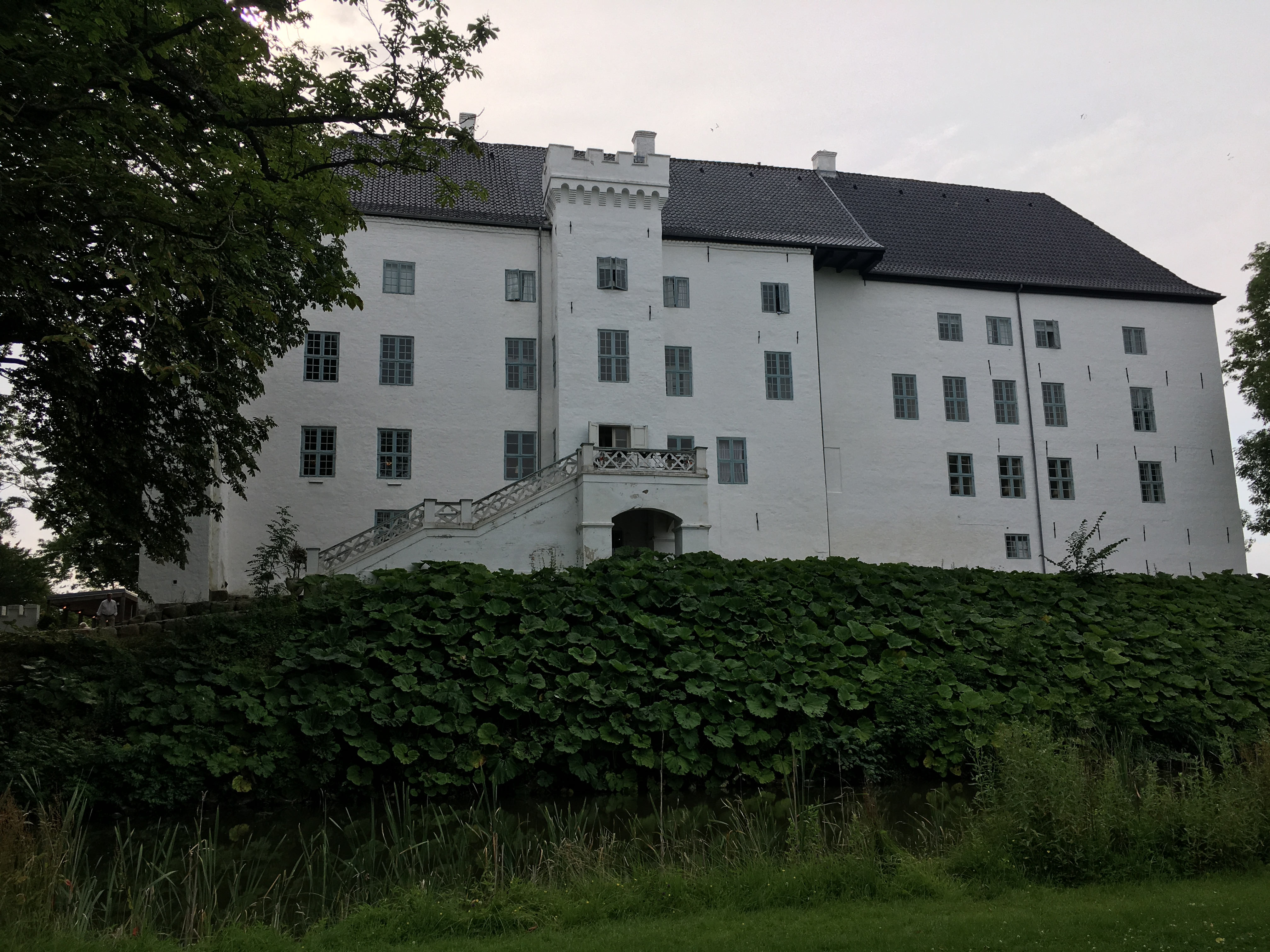
Schloss Dragsholm

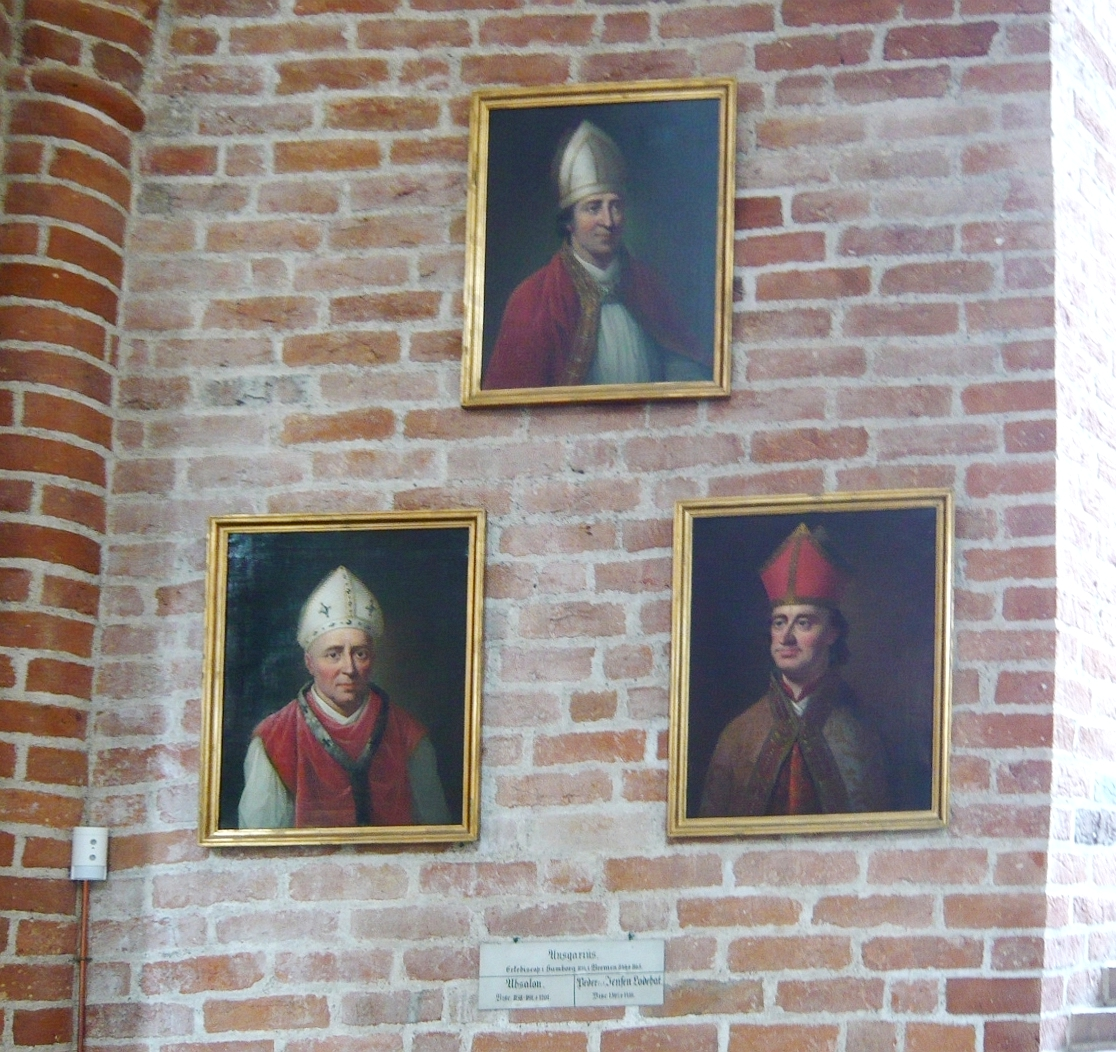
Ansgar als „Apostel des Nordens“ und die Bischöfe Absalon und Peder Jensen Lodehat; Darstellungen des 19. Jahrhunderts im Chorumgang des Doms von Roskilde

Das Bistum Roskilde wurde 991 als Suffraganbistum des Erzbistums Hamburg-Bremen gegründet. Der erste historisch fassbare Bischof war der Engländer Gerbrand, den König Knut der Große (in Personalunion König von England) 1022 durch den Erzbischof von Canterbury weihen ließ. Erzbischof Unwan von Bremen gelang es jedoch, die Anbindung an sein Erzbistum zu sichern. 
Das Diözesangebiet umfasste neben den Ostseeinseln Seeland und Møn – jeweils mit den vorgelagerten kleineren Inseln – zunächst auch das damals zu Dänemark gehörende Schonen, für das aber 1060 die Bistümer Dalby und Lund errichtet wurden. Seit der Erhebung von Lund zum Erzbistum im Jahr 1104 gehörte das Bistum Roskilde zur Kirchenprovinz Lund. 1169 wurde das von Dänemark eroberte Rügen in das Bistum inkorporiert. 
Bischof Absalon erhielt etwa 1160 als königliches Lehen die kleine Hafensiedlung Havn, die er ausbaute und aus der die Stadt Kopenhagen entstand. Hier errichtete er 1167 eine Burg (an der Stelle, wo heute Schloss Christiansborg steht). In der Folgezeit residierten die Bischöfe häufig in dieser Burg bzw. in dem nach deren Zerstörung am Ende des 14. Jahrhunderts neu gebauten Københavns Slot, später im bispegaarden (am Ort des heutigen Universitätshauptgebäudes). Als Kathedrale diente jedoch der (an der Stelle zweier Vorgängerkirchen) von etwa 1170 bis etwa 1280 errichtete Dom zu Roskilde. 
Im 13. Jahrhundert waren die Bischöfe oft in kriegerische Auseinandersetzungen mit den dänischen Königen verwickelt. Bischof Peter Sunesen ließ um 1215 das Schloss Dragsholm als stärkste Festung Dänemarks errichten. Im Spätmittelalter dienten die Bischöfe von Roskilde stets als Kanzler des Reiches. Dem Bistum gehörte etwa ein Viertel des Grund und Bodens auf Seeland; es überstieg damit selbst das Erzbistum Lund an Reichtum. Eine weitere bischöfliche Burg war die 1370 erworbene Burg Gjorslev in Holtug Sogn, die Bischof Peder Jensen Lodehat um 1396 ausbauen ließ, in der Form eines lateinischen Kreuzes mit einem Wohnturm in der Mitte.
Nach dem Sieg des reformatorisch gesinnten Königs Christian III. im Bürgerkrieg wurde der letzte Bischof Joachim Rønnow 1536 abgesetzt und gefangen genommen. Anstelle des katholischen Bistums wurde das lutherische Bistum Seeland errichtet (ohne das seit langem pommersche Rügen). Die Superintendenten (später Bischöfe) von Seeland, die zugleich die Funktion eines primus inter pares unter den dänischen Bischöfen hatten, residierten zwar in Kopenhagen (im ehemaligen Universitätsgebäude), hatten aber weiterhin den Dom zu Roskilde als Hauptkirche.
Die römisch-katholische Kirche führte das Bistum Roskilde bis 1964 als Titularbistum Roskilde fort. 1868 wurde eine Apostolische Präfektur errichtet, aus der 1953 das römisch-katholische Bistum Kopenhagen entstand.

## Bischöfe
Zu den Bischöfen (auch denen nach 1536) siehe Liste der Bischöfe von Roskilde.